# Подгорная, Виктория Валентиновна
Виктория Валентиновна Подгорная (укр. Вікторія Валентинівна Подгорна; род. 10 февраля 1969 года, Снежное, Донецкая область) — украинский предприниматель, политик. Занимается экспертной, консультативной и научной деятельностью.
Народный депутат Украины IX созыва.

## Биография
Подгорная окончила факультет политологии Харьковского государственного университета (специальность «История, политология»). Училась в аспирантуре на кафедре философии Харьковского государственного университета. Кандидат философских наук по социальной философии.
Была руководителем проекта «Менеджмент консалтинг групп», работала главным консультантом Национального института стратегических исследований.
Председатель правления, основатель и исполнительный директор ОО «Общественный совет смарт сити».
Подгорная является членом Координационного совета по вопросам развития цифровой экономики и общества. Эксперт общественного объединения «Хай-тек офис Украина».

## Политическая деятельность
Кандидат в народные депутаты от партии «Слуга народа» на парламентских выборах 2019 года, № 128 в списке. На время выборов: эксперт общественного союза «Хай-тек офис Украина», беспартийная. Проживает в Киеве.
Член Комитета Верховной Рады по вопросам цифровой трансформации. Сопредседатель группы по межпарламентским связям с Королевством Дания.